# Stipa gibbosa
Stipa gibbosa är en gräsart som beskrevs av Joyce Winifred Vickery. Stipa gibbosa ingår i släktet fjädergrässläktet, och familjen gräs. Inga underarter finns listade i Catalogue of Life.